# Petter Granberg
För radiomannen, se Peter Granberg.
Petter Granberg, född 27 augusti 1992 i Gällivare, är en svensk ishockeyspelare.
Vid NHL-draften 2010 valdes han som 116:e spelare totalt av Toronto Maple Leafs. Han var med i det svenska lag som vann guld vid Junior-VM 2012. 2013 var han med och tog Skellefteå AIK till sitt första SM-guld på 35 år. Han var dessutom med i den svenska landslagstruppen som tog VM-guld under ishockey-VM 2013.
Han är yngre bror till Gustav Granberg, före detta lokal hockeylegend. Han är också styvbror till ishockeyspelaren David Rundblad.

## Klubbar
- Skellefteå AIK J20, SuperElit (2008/2009 – 2012/2013)
- IF Sundsvall, Hockeyallsvenskan (2011/2012)
- Skellefteå AIK, SHL (2009/2010 – 2012/2013)
- Toronto Marlies, AHL (2013/2014 – 2014/2015)
- Toronto Maple Leafs, AHL (2013/2014 – 2014/2015)
- Nashville Predators, AHL (2015/2016 – 2016/2017
- Milwaukee Admirals, AHL (2015/2016 – 2017/2018)
- Skellefteå AIK, SHL (2018/2019 – 2023/2024)[2]

## Meriter
- SM-silver 2011
- JVM-guld 2012
- SM-silver 2012
- SM-guld 2013
- VM-guld 2013
- SM-guld 2024